# Sphecophaga vesparum
Sphecophaga vesparum is een insect dat behoort tot de familie van de gewone sluipwespen (Ichneumonidae). De wetenschappelijke naam werd gepubliceerd door Curtis in 1828.